# Meconema
A Meconema a fürgeszöcskék (Tettigoniidae) rendszertani családjának egyik neme. Az ide tartozó két faj Európában, illetve a Kaukázusban őshonos, Magyarországon is gyakoriak. Jellegzetességük, hogy a hímeknek nincs ciripelőkészülékük, helyette hátsó lábukkal leveleken "dobolnak".

## Fajok
1. Meconema meridionale Costa, 1860 - déli dobolószöcske (Dél-Európa, Közép-Európa déli része)
2. Meconema thalassinum (De Geer, 1773) - közönséges dobolószöcske - típusfaj  (Európa és Kaukázus, Észak-Amerikába valószínűleg behurcolták)

A korábban idetartozó, Japánban honos Meconema subpunctatum-ot áthelyezték a Xiphidiopsis nembe. (X. subpunctata (Motschulsky, 1866))

## Fordítás
- Ez a szócikk részben vagy egészben  a   Meconema című angol Wikipédia-szócikk ezen változatának fordításán alapul.  Az eredeti cikk szerkesztőit annak laptörténete sorolja fel. Ez a jelzés csupán a megfogalmazás eredetét és a szerzői jogokat jelzi, nem szolgál a cikkben szereplő információk forrásmegjelöléseként.